# Pipistrellus flavescens
Pipistrellus flavescens is een zoogdier uit de familie van de gladneuzen (Vespertilionidae). De wetenschappelijke naam van de soort werd voor het eerst geldig gepubliceerd door Seabra in 1900.

## Voorkomen
De soort komt voor in Angola, Burundi, Kameroen, Malawi, Mozambique, Somalië en Oeganda.